# Yazgoulami
Le yazgoulami est une langue iranienne orientale du groupe de langues pamiriennes parlée le long de la rivière Yazgoulem dans le Gorno-Badakhshan au Tajikistan. Elle est proche du shughni.

## Écriture
Des alphabets yazgoulami ont été développé par des linguistes en Russie et au Tajikistan, dont Irina Mozulyova et le poète yazgoulami Ismoil Rakhimi qui ont produit deux propositions utilisant l’alphabet latin, deux propositions utilisant l’alphabet cyrillique et une proposition utilisant l’alphabet arabe pour finalement adopter une des propositions latines. Le dictionnaire yazgoulami sur Webonary utilise un alphabet cyrillique.
| a | b | c | č | d | δ | θ | e | ə | f | g | ǵ | g̊ | ɣ |
| ɣ̊ | ɣ̌ | i | ǰ | k | ḱ | k̊ | l | m | n | o | p | q | q̊ |
| s | š | t | u | v | w | x | x̊ | x̌ | x̌̊ | y | z | ž |   |

Le gamma ɣ, aussi dans ses formes accentuées, a la forme de la lettre grecque gamma ‹ Γ γ ›, autant en minuscule qu’en majuscule.
| а | а̄ | б | в | в̌ | г | ѓ | г̊ | ғ̌ | ғ̊ | д | д̌ | ә | ж |
| з | и | к | к̊ | ќ | қ | қ̊ | л | м | н | о | п | р | с |
| т | т̌ | у | ф | х | х̊ | ӿ | ӿ̊ | ҳ | ц | ч | ҷ | ш | э |